# Alfonso Alonso
Alfonso Alonso Aranegui (Vitoria, 14 de abril de 1967) es un abogado, filólogo y político español del Partido Popular (PP), alcalde de Vitoria entre 1999 y 2007, diputado por Álava de 2000 a 2001 y de 2008 a 2016, y miembro del Parlamento Vasco de 2016 a 2020. Entre 2008 y 2014 (IX y X Legislaturas) fue portavoz del PP en el Congreso de los Diputados, hasta que en diciembre de 2014 fue nombrado ministro de Sanidad, Política Social e Igualdad. Desde octubre de 2015 hasta febrero de 2020 ejerció de presidente del Partido Popular del País Vasco.

## Biografía

### Familia
Natural de Vitoria, procede de una influyente familia de esta ciudad. Su abuelo materno, Manuel Aranegui y Coll, fue presidente de la Diputación de Álava entre 1957 y 1966, durante la dictadura franquista. Su familia paterna proviene en parte de San Sebastián; Alfonso Alonso es sobrino nieto, entre otros, de los tenistas José María Alonso Areyzaga y Manuel Alonso de Areyzaga, así como de Asís Alonso Areyzaga, que fue también teniente-alcalde de la capital easonense. Su padre, Ramón Alonso Verástegui, es pintor y reside en Tenerife desde 1975.
Alfonso Alonso es licenciado en Filología Románica y en Derecho por la Universidad del País Vasco y ejerció profesionalmente como abogado. Está casado y tiene cuatro hijos: Jaime, Javier, Alfonso y Juan

### Alcalde de Vitoria
En 1996 entró en el ayuntamiento de su ciudad natal como concejal.
En las elecciones municipales de 1999 su candidatura fue la más votada, de modo que accedió a la alcaldía. En 2000 encabezó la lista de su partido por Álava, pero en 2001 renunció para centrarse en su labor como alcalde. En 2003 volvió a ganar las elecciones municipales. En 2007 la lista más votada en el ayuntamiento de Vitoria fue la de Patxi Lazcoz del Partido Socialista de Euskadi-Euskadiko Ezkerra (PSE-EE), que fue investido alcalde al no presentar ningún partido (incluyendo el PP) candidato alternativo. Un año después de su salida de la alcaldía de Vitoria fue elegido líder del Partido Popular de Álava en sustitución de Ramón Rabanera.

### Diputado en el Congreso
Encabezó de nuevo la lista del PP por Álava en las elecciones generales de 2008, formando parte de la dirección del grupo parlamentario popular en el Congreso de los Diputados. Repitió en las elecciones generales de 2011 y obtuvo la victoria en la circunscripción de Álava. 
El 12 de diciembre de 2011 fue propuesto por Mariano Rajoy como portavoz del grupo popular en el Congreso de los Diputados para la X Legislatura, cargo que desempeñó desde el 13 de diciembre de ese mismo año.

### Ministro de Sanidad
Tras la dimisión de Ana Mato como ministra de Sanidad por el caso Gürtel, el 3 de diciembre de 2014 fue nombrado por el presidente Rajoy para sustituirla en ese puesto. El 15 de octubre de 2015 fue nombrado presidente del Partido Popular del País Vasco tras la dimisión de Arantza Quiroga después de que el PP nacional le obligara a retirar su iniciativa para crear una ponencia de libertad y convivencia dirigida a todos los partidos del Parlamento Vasco, incluido EH Bildu.

### Caso San Antonio
En mayo de 2016 fue condenado junto con Javier Maroto, por el Tribunal de Cuentas, a pagar 393 000 euros por los perjuicios ocasionados en los fondos públicos como consecuencia del alquiler de un local por encima del precio de mercado durante la etapa en la fue alcalde de Vitoria, en lo que se conoce como Caso San Antonio. La sentencia fue recurrida y finalmente ambos fueron absueltos el 14 de diciembre de 2016 al estimarse que dicho alquiler entraba dentro del ámbito de la discrecionalidad administrativa.

### Candidato a Lendakari
El 1 de agosto de 2016 fue proclamado candidato del PP a la presidencia del Gobierno Vasco. En las elecciones al Parlamento Vasco de 2016, su partido logró nueve parlamentarios, uno menos que en la legislatura anterior, entrando Alonso en el Parlamento como diputado por la circunscripción de Álava. El 23 de febrero de 2020 el presidente del PP Pablo Casado anunció que no sería candidato a las elecciones al Parlamento Vasco de 2020 a pesar de que el 10 de febrero se había anunciado su candidatura, siendo nombrado Carlos Iturgaiz. El 24 de febrero de 2020 anunció su dimisión como presidente del Partido Popular del País Vasco.

## Cargos desempeñados
- Concejal en el Ayuntamiento de Vitoria (1996-2008).
- Alcalde de Vitoria (1999-2007).
- Diputado por Álava en el Congreso de los Diputados (2000-2001 y 2008-2016).
- Portavoz del PP en el Ayuntamiento de Vitoria (2007-2008).
- Presidente del Partido Popular de Álava (2008-2015).
- Portavoz del PP en el Congreso de los Diputados (2011-2014).
- Ministro de Sanidad, Servicios Sociales e Igualdad (2014-2016).
- Presidente del Partido Popular del País Vasco (2015-2020)[11]
- Miembro del Parlamento Vasco (2016-2020).

## Distinciones y condecoraciones
- Gran Cruz de la Orden de Carlos III (2021).[12]